# Joel Zamudio Baylon
Joel Zamudio Baylon (* 28. Januar 1954 in Milaor, Camarines Sur, Philippinen) ist ein philippinischer Geistlicher und Bischof von Legazpi.

## Leben
Joel Zamudio Baylon empfing am 8. Oktober 1978 das Sakrament der Priesterweihe.
Am 14. Februar 1998 ernannte ihn Papst Johannes Paul II. zum Bischof von Masbate. Der Apostolische Nuntius auf den Philippinen, Erzbischof Gian Vincenzo Moreni, spendete ihm am 25. März desselben Jahres die Bischofsweihe; Mitkonsekratoren waren der Erzbischof von Caceres, Leonard Zamora Legaspi OP, und der Bischof von Legazpi, José Sorra. Am 1. Oktober 2009 bestellte ihn Papst Benedikt XVI. zum Bischof von Legazpi. Die Amtseinführung erfolgte am 10. Dezember desselben Jahres.